# 루스피탈레트데류브레가트

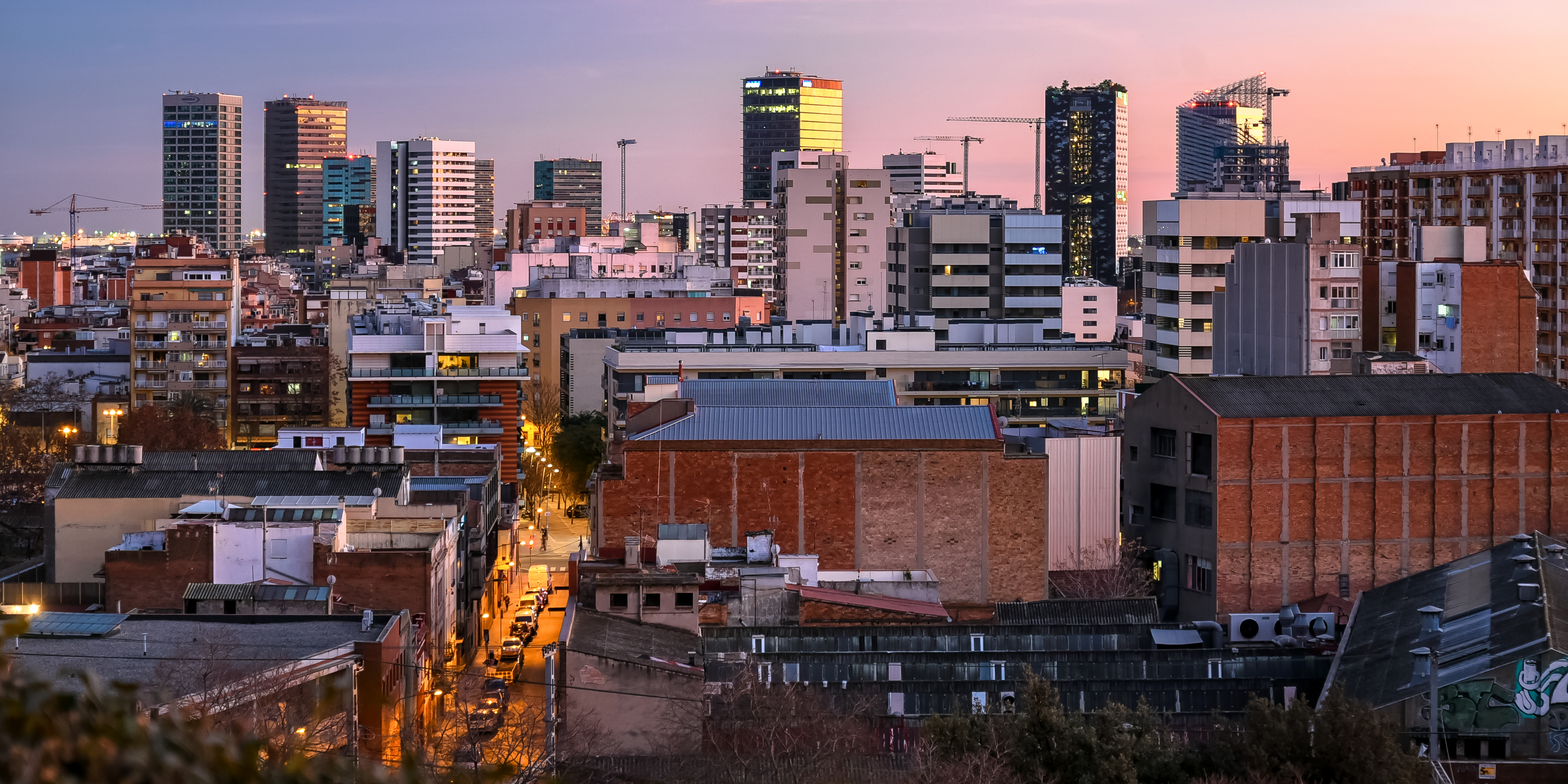

루스피탈레트데류브레가트(카탈루냐어: L'Hospitalet de Llobregat) 또는 오스피탈레트데요브레가트(스페인어: Hospitalet de Llobregat) 줄여서 오스피탈레트(스페인어: Hospitalet)는 스페인 카탈루냐 지방 바르셀로나주의 도시이다. 바르셀로나 남서부에 인접해 있다. 면적은 12.50km2, 인구는 258,642(2012)로, 카탈루냐에서 두 번째로 인구가 많은 도시이다.